# Beloosjorski
Beloosjorski (russisch Белоозёрский) ist eine Stadt mit 17.842 Einwohnern (Stand 14. Oktober 2010) in der Oblast Moskau (Russland).

## Geografie
Der Ort liegt etwa 60 km südöstlich von Moskau. Er gehört zum Landkreis (Rajon) Woskressensk, dessen gleichnamiger Hauptort 22 km südöstlich von Beloosjorski liegt. Eine weitere benachbarte Stadt ist Bronnizy rund 10 km westlich am gegenüberliegenden Ufer der Moskwa.

## Geschichte
Anfang der 1960er-Jahre entstand an der seit dem 19. Jahrhundert bestehenden Eisenbahnlinie Moskau–Rjasan ein Haltepunkt, der ursprünglich Kilometer 63 hieß und vor allem das einige Jahre zuvor gegründete Forschungsinstitut für militärische Luftfahrt anbinden sollte. Südlich der Bahnstation wurde 1961 eine zunächst gleichnamige Siedlung für Arbeiter und Angestellte des Instituts angelegt, die später den Namen Beloosjorski erhielt. Letzteres bedeutet wörtlich „am weißen See“, in Anlehnung an einen kleinen See nahe der Ortschaft, der diesen Namen trägt. Das erste Viertel der Siedlung, bebaut mit Hochhäusern nach städtischem Vorbild, wurde 1978 fertiggestellt.
Seit 2004 ist Beloosjorski Kern der Städtischen Siedlung Beloosjorski, die neben dem gleichnamigen Ort noch sechs benachbarte Dörfer mit einer Bevölkerung von insgesamt knapp 2000 Einwohner umfasst. 2019 erhielt Beloosjorski die Stadtrechte.

### Bevölkerungsentwicklung
| Jahr | Einwohner |
| ---- | --------- |
| 1970 | 3.744     |
| 1979 | 8.059     |
| 1989 | 12.529    |
| 2002 | 14.494    |
| 2010 | 17.842    |

Anmerkung: Volkszählungsdaten

## Verkehr
Beloosjorski liegt unmittelbar südlich der Moskau-Rjasaner Bahnstrecke mit dem Haltepunkt Beloosjorskaja, der unter anderem Regionalzugverbindungen zum Kasaner Bahnhof in Moskau, aber auch nach Woskressensk oder Kolomna, bietet. Die nächste Fernstraße ist der Kleine Moskauer Ring im Bereich nahe Bronnizy.